# Рыбинский драматический театр
Рыбинский драматический театр — государственный драматический театр в Рыбинске.

## История
Первые упоминания о Рыбинском театре относятся к 1777 году, когда Рыбная слобода была преобразована в город Рыбинск. В специально выстроенное здание театра наведываются различные актерские труппы с разных концов губернии. Однако представления эти были доступны только высшему обществу — дворянству, купечеству, мещанству. Основная же масса городского населения: бурлаки, портовые рабочие, фабричные рабочие и крестьяне — не имели ни отдыха, ни культурных развлечений. Единственной «культурой», широко насаждаемой тогда правительством были кабаки и трактиры. В это же время, в связи с развитием судостроительного, гончарного, сыроваренного и других промыслов, появляется поговорка: «Рыбинск-городок — Питера уголок».
Однако театр в Рыбинске просуществовал недолго. В 1798 году Рыбинск посетил новоиспечённый русский царь Павел I. Осматривая город, он натолкнулся на сиротливо стоящее деревянное здание театра. Ужаснувшись видом этого «рассадника культуры», он приказал тут же разобрать нищенски выглядящее здание.
В 1802 году жители Рыбинска вновь построили деревянное здание театра, а Ярославская труппа, начиная с 1813 года, все чаще и чаще стала заезжать в Рыбинск со своими спектаклями. Среди них особым успехом у Рыбинского зрителя пользовались в то время «Дмитрий Донской» Озерова, «Недоросль» и «Бригадир» Фонвизина. Первая половина XIX века стала периодом интенсивного идейно-художественного развития русского театра и всей национальной театральной культуры.
Датой же рождения Рыбинского драматического театра считается 1825 год — в это время у него появляется постоянный актерский состав и хозяин — Паньков, спроектировавший здание Рыбинского и Ярославского театров. В конце 1826 года Панькова сменяет Обрезков — богатый помещик, владелец 900 душ крепостных. Он начал свою театральную деятельность в Костроме, а затем перебрался в Ярославль. Будучи предприимчивым дельцом, он не желал видеть, как простаивает его труппа, он решил построить театр в Рыбинске, чтобы после окончания зимнего сезона в Ярославле, летний играть там. В декабре 1826 года Обрезков арендует театр у Панькова, а затем и вовсе покупает его.
До 1840 г. труппа Рыбинского театра состояла в большей своей части из крепостных Обрезкова и Урусова. Хозяева-помещики оставляли своим актёрам лишь то количество средств, которое едва хватало им на хлеб и воду. 15 лет на Рыбинской и Ярославской сценах прослужил любимец местной публики знаменитый комик-буфф Орлеанский, крепостной купца Урусова.
Почти до 1880 года Ярославский и Рыбинский театр составляли одно целое, играя зиму в Ярославле, лето в Рыбинске.
В различные эпохи на сцене Рыбинского драматического театра выступали В. И. Живокини, М. С. Щепкин, В. Ф. Комиссаржевская, М. Петипа,  А. Е. Мартынов, П. М. Садовский, В. И. Качалов, М. Н. Ермолова, М. М. Тарханов, А. И. Южин, А. А. Яблочкина. Однако, прежде всего, имя Рыбинского драматического театра связано с Полиной Антипьевной Стрепетовой, которая дебютировала на его сцене летом 1865 года в возрасте пятнадцати лет.
Спектакли Рыбинского театра вдохновили юного Аркадия Райкина, наброски актёров театра в детстве делал Н. А. Соколов.
В 1919 году Рыбинский драматический театр получил звание «Показательный театр республики», а в 1926 — звание «Рабочий театр».
В 1940-е годы директором театра был Давид Яковлевич Меримсон.
За годы войны (1941—1945) в театре было сыграно более 1500 спектаклей, перед началом которых актёры передавали боевые политические новости, для чего в 1941 году в театре была создана радио-студия.
Здесь работал в 1941—1945 годах в эвакуации ученик Мейерхольда, отец поэта и философа Константина Кедрова, актер и режиссёр Александр Бердичевский, впоследствии Народный артист Республики, который в 1950 году прославился постановкой «Золушки» в традициях своего великого учителя.
С середины XX века труппа театра регулярно гастролирует по стране.

## Награды и премии
Спектакли театра стали лауреатами театральных премий Фестиваля театров малых городов «Надежды России» (Вышний Волочок) (1994 год — «Не всё коту масленица» А. Н. Островского, 1-е место; 1999 год «Пиковая дама» А. С. Пушкина — В. Коломак (номинация «Лучшая режиссура»), Гран-при за лучшую мужскую и женскую роли).